# Scaphoideus intricatus
Scaphoideus intricatus är en insektsart som beskrevs av Philip Reese Uhler 1889. Scaphoideus intricatus ingår i släktet Scaphoideus och familjen dvärgstritar. Inga underarter finns listade i Catalogue of Life.